# Cactus Flower
Cactus Flower is een Amerikaanse romantische komedie uit 1969 onder regie van Gene Saks. De film is gebaseerd op het gelijknamig toneelstuk uit 1965 van Abe Burrows, dat op zijn beurt een bewerking is van het Franse toneelstuk Fleur de cactus van Pierre Barillet en Jean-Pierre Grédy. De film werd destijds in Nederland uitgebracht onder de titel De cactusbloem en heeft Walter Matthau, Ingrid Bergman en Goldie Hawn in de hoofdrollen.

## Verhaal
De 21-jarige Toni Simmons staat op het punt om zelfmoord te plegen door het gas in haar appartement in New York aan te steken. Ze is al buiten bewustzijn als ze wordt gered door haar buurman Igor Sullivan. Als Toni ontwaakt, zoent ze Igor, maar eenmaal bij bewustzijn geeft ze hem kritiek voor het redden van haar leven. Ze legt hem uit dat ze een minnares is van tandarts Julian Winston en een einde aan haar leven wilde maken toen hij de affaire verbrak om trouw te blijven aan zijn vrouw en drie kinderen. Igor snapt niet waarom ze genoegen neemt met een rol als minnares, maar Toni is blij dat de dokter in ieder geval eerlijk is.
Wat Toni niet weet, is dat Julian niet is getrouwd en hierover loog zodat hij niet in een serieuze relatie zou belanden met haar. Zodra hij op de hoogte wordt gesteld van Toni's zelfmoordbrief, haast hij zich naar Toni's appartement, enkel om er achter te komen dat ze nog leeft. Door de angst om haar te zijn kwijtgeraakt realiseert hij zich dat Toni de enige vrouw voor hem is, en hij doet een huwelijksaanzoek. Hij beweert dat zijn vrouw een scheiding van hem heeft aangevraagd en de kinderen met zich zal meenemen. Toni wil echter niet met Julian trouwen voordat ze de toestemming heeft van zijn echtgenote.
Julian hoopt op de hulp van zijn verdorde assistente Stephanie Dickinson om zich voor te doen als zijn echtscheidende vrouw. Hij neemt haar mee uit eten en probeert met haar te flirten om later op de avond zijn verzoek tot hulp te doen. Wat Julian niet weet, is dat Stephanie heimelijk verliefd is op haar baas, en daarom gekwetst en ontdaan reageert als ze snapt waar het etentje voor dient. Desondanks besluit ze hem te helpen en gaat ze naar de platenzaak in Greenwich Village waar Toni werkt om haar te vertellen dat ze de vrouw is van Julian en hem zal verlaten. Tijdens het gesprek merkt Toni op dat Stephanie 'nog steeds' gevoelens heeft voor Julian, waarop ze besluit dat ze niet met hem kan trouwen.
Hierop schakelt Julian de hulp in van zijn vriend Harvey Greenfield om zich voor te doen als de nieuwe vlam van Stephanie. Ook Señor Arturo Sánchez en zelfs Igor raken betrokken in zijn bedrog, en allen raken intiem betrokken met Stephanie. Uiteindelijk wordt Stephanie het verraad zat en vertelt Toni de waarheid. Zij kan de leugens van Julian niet accepteren en verlaat hem voor Igor. Intussen heeft Julian zich gerealiseerd dat hij eigenlijk verliefd is op Stephanie en uiteindelijk zoent het tweetal elkaar.

## Rolverdeling
| Acteur         | Personage            |
| -------------- | -------------------- |
| Walter Matthau | Dr. Julian Winston   |
| Ingrid Bergman | Stephanie Dickinson  |
| Goldie Hawn    | Toni Simmons         |
| Jack Weston    | Harvey Greenfield    |
| Rick Lenz      | Igor Sullivan        |
| Vito Scotti    | Señor Arturo Sánchez |

## Productie
Het toneelstuk ging in 1965 in première op Broadway met Lauren Bacall in de hoofdrol. Toen de rechten werden gekocht door Columbia voor een verfilming, was Bacall er zeker van dat ze de rol kon bemachtigen. Haar enige angst was dat ze misschien iets te oud kon zijn voor de rol, omdat Stephanie Dickinson aanvankelijk in haar dertiger jaren moest zijn. Ze was razend toen ze tot de ontdekking kwam dat de 54-jarige Ingrid Bergman werd aangeworven voor de rol, en vertelde over haar: "Ik haat die vrouw!"
Voor Bergman was de film haar eerste in Hollywood in twintig jaar tijd. Aanvankelijk weigerde ze het project, omdat ze geen interesse meer had in romantische rollen en zich zorgen maakte dat ze zou worden overschaduwd door haar meer dan twee keer zo jonge tegenspeelster Goldie Hawn. Uiteindelijk stemde ze alsnog toe, vooral om in Amerika weer te kunnen filmen, en in het voorjaar van 1969 werd aangekondigd dat drie weken repetitietijd is uitgetrokken. De sfeer op de set was niet altijd even vriendelijk: Bergman kibbelde regelmatig met regisseur Gene Saks over haar teksten, opperde dat zij meer beeldtijd zou krijgen dan Hawn, en ging nauwelijks om met tegenspeler Walter Matthau. Niettemin sprak Goldie Hawn destijds in een interview vol lof over haar samenwerking met de actrice. Ze vertelde dat ze vreesde dat ze zeer geïntimideerd zou zijn door de actrice, maar dat ze uiteindelijk geen enkele concurrentie voelde en het juist een eer vond om met haar in een film te verschijnen.

## Ontvangst
De film, en met name Goldie Hawns optreden werd met een unanieme lofzang ontvangen door de Amerikaanse pers. Roger Ebert prees haar voor haar veelzijdige gezichtsexpressies en haar chemie met Walter Matthau. Het kwam velen niet tot een verbazing dat de nieuwkomer werd bekroond met een Academy Award, Golden Globe en BAFTA Award.
Ter gelegenheid van de Nederlandse première werd in een wedstrijd gezocht naar de charmantste grammofoonplatenverkoopster van het land voor de titel 'Miss Disc'. De nationale pers reageerde enthousiast op de film. Henk ten Berge van De Telegraaf bekritiseerde Gene Saks voor zijn "geringe" regie, en schreef dat de humor in de film komt uit "de geestige opbouw van het stuk waarop de film is gebaseerd", "de cynische manier van komediespelen die Walter Matthau heel natuurlijk afgaat" en "de knappe ingetogen speelstijl van Ingrid Bergman." De recensent van De Waarheid noemde de film een "bijzonder aardig product [..] met uitstekend spel van Walter Matthau, Ingrid Bergman en Goldie Hawn."

## Prijzen en nominaties
| Jaar | Prijs          | Categorie                       | Genomineerde(n) | Uitslag     |
| ---- | -------------- | ------------------------------- | --------------- | ----------- |
| 1970 | Academy Awards | Beste Vrouwelijke Bijrol        | Goldie Hawn     | Gewonnen    |
| 1970 | Golden Globes  | Beste Vrouwelijke Bijrol        | Goldie Hawn     | Gewonnen    |
| 1970 | Golden Globes  | Beste Film - Musical/Komedie    | Cactus Flower   | Genomineerd |
| 1970 | Golden Globes  | Beste Actrice - Musical/Komedie | Ingrid Bergman  | Genomineerd |
| 1970 | Golden Globes  | Meest Belovende Nieuwkomer      | Goldie Hawn     | Genomineerd |
| 1970 | Golden Globes  | Beste Originele Lied            | Quincy Jones    | Genomineerd |